# Edite Grinberga
Edite Grinberga (* 1965 in Riga) ist eine deutsch-lettische zeitgenössische Malerin. Ihr Werk ist stilistisch zwischen den Interieurdarstellungen der Alten Meister und dem Fotorealismus zu verorten.

## Leben und Werk
Edite Grinberga wurde 1965 in Riga, Lettland geboren. Sie besuchte von 1975 bis 1982 die Jānis Rozentāls Art High School (Jaņa Rozentāla Rīgas Mākslas vidusskola) und studierte anschließend von 1983 bis 1988 an der Staatlichen Akademie der bildenden Künste in Riga Malerei und Textilgestaltung. Zuerst arbeitete sie in Riga im Bereich Installation, Objektkunst und Theaterkostüm. Nach Öffnung der Grenzen folgte im Jahr 1990 der Umzug nach Berlin, fortan widmete sich Edite Grinberga gänzlich der figurativen Malerei. Es entstand ein fotorealistisches Œuvre in der Bildtradition der Niederländischen Interieurmalerei des 19. Jahrhunderts, insbesondere der Werke des dänischen Malers Vilhelm Hammershøi, immer wieder auch mit Reminiszenzen an die eindrucksvolle Verwendung des Lichts des niederländischen Barockmalers Jan Vermeer van Delft. Mit einem präzisen Pinselstrich und in der sie charakterisierenden lasierenden Maltechnik, fängt sie die Flüchtigkeit des Augenblicks ein, begibt sich auf der Suche nach der Poesie des Alltäglichen und materialisiert den Klang der Stille auf der Leinwand.
Dezent werden einzelne Gegenstände, wie Musikinstrumente oder Gemälde von Vermeer als allegorische Sinnbilder auf das Vergängliche und Schöne in das Bildgeschehen gerückt. Auf eine reiche Staffage wird zu Gunsten der Bildkomposition verzichtet: das sich ablösende Wechselspiel von Licht und Schatten, das Chiaroscuro, wird zum dominierenden Moment, fließende Übergänge zwischen Hell- und -Dunkeltönen schaffen ein harmonisches Ensemble, welches von der Kunstkritik in der Paraphrase der „poetischen Malerei“ ihren wohl prägnantesten Ausdruck fand. So gehen ihre Stillleben über die reine Abbildlichkeit hinaus, überwinden die spröde Statik, die dieser Gattung anhaftet. Jener magische Realismus, der in Giorgio de Chiricos Bildwelten ihren Meister fand, tritt auch in Edite Grinbergas Werk zu Tage. Edite Grinberga wurde 2011 durch ein Stipendium des Santa Fe Art Institute gefördert und auf nationalen und internationalen Messen gezeigt, wie der Art Karlsruhe, Art Zürich und Art Miami. Sie wird von der Galerie Friedmann-Hahn vertreten.

## Ausstellungen (Auswahl)

### Einzelausstellungen
| - 2017: Zwischenzeit, Galerie Friedmann-Hahn, Berlin - 2015: Geteiltes Licht. Malerei 2012-2015, Galerie Friedmann-Hahn, Berlin - 2014: Edite Grinberga, Mimi Ferzt Gallery, New York - 2013: Takt der Stille, Galerie Barbara von Stechow, Frankfurt am Main - 2013: Edite Grinberga, Kunstkreis Hameln, Hameln - 2013: Edite Grinberga, Kunstverein Schöningen, Schöningen - 2013: Edite Grinberga, Kunstverein zu Hohenaschau, Hohenaschau - 2012: Edite Grinberga. Malerei 2009 – 2012, Galerie Friedmann-Hahn, Berlin - 2011: Edite Grinberga, Galerie Esquisse, Nyon | - 2010: Warten auf Vermeer, Galerie Friedmann-Hahn, Berlin - 2009: Edite Grinberga, Museum im Waldemarturm, Dannenberg - 2008: Edite Grinberga, Galerie Lindern, Lindern - 2007: Edite Grinberga, Galerie Golkar, Köln - 2006: Edite Grinberga, Galerie für Zeitgenössische Kunst, Sylt - 2005: Edite Grinberga, Galerie Thea Fischer-Reinhardt, Berlin - 2003: Edite Grinberga, Skulpturenpark Katzow, Katzow - 2002: Edite Grinberga, St. Thomas-Kirche Berlin, Berlin - 1997: Edite Grinberga, Abguss-Sammlung Antiker Plastik der Freien Universität Berlin, Berlin |

### Gruppenausstellungen
| - 2017: Elevation – In den Tiefen der Oberfläche, Kunstverein Kiss, Abtsgmünd - 2015: Through the Looking Glass, Zimmerli Art Museum, New Jersey - 2015: Bamequinox 2015, Museum Ixchel, Guatemala-Stadt - 2015: St-Art Strasburg, Galerie Stefano Forni, Bologna - 2014: Behausung, Galerie Verein Berliner Künstler, Berlin - 2011: Lettische angewandte Kunst heute und gestern, Riga - 2010: Naturansichten, Galerie Alte Schule, Adlershof - 2006: Homeland, Kommunale Galerie Wilmersdorf, Berlin | - 2000: The Tiny Happiness, the Great Longing, BBK Darmstadt, Darmstadt - 1996: Gruppenausstellung, Galerie Hofkunst, Berlin - 1995: Das kleine Glück, die große Sehnsucht, BBK Darmstadt, Darmstadt - 1994: Dezembersalon, Galerie Taube, Berlin - 1989: Latvian Avantguarde, Staatliche Kunsthalle Berlin, Berlin - 1987: Young Artists of USSR, Moskau - 1986: Young Artists of Latvia, Riga |

## Werke in Museen
Ihre Werke befinden sich in internationalen privaten und öffentlichen Sammlungen, darunter im Staatlichen Museum für Bildende Künste, Lettland, im Zimmerli Art Museum Rutgers, New Jersey, USA und im Museum am Dom, Würzburg.

## Rezeption
„Wie schon bei Vermeer ist bei Grinberga der im Bild dargestellte Raum eine Art Bühne, die immer wieder neu bespielt wird. So verschlossen und fast entrückt die Szenerie stets wirkt, erscheint der nahe an der Lebensgröße wiedergegebene Raum zumindest imaginär betretbar.
.“

„Die Künstlerin fängt mit ihrem Gefühl für dieses Licht meisterhaft Augenblicke ein, fast als ob sie Traumsequenzen für einen eingefrorenen Moment festhalten wollte.“

„Die Hauptrolle spielt der leere Raum. Ein geradezu perfektes Setting für rätselhafte Erzählungen. […] Ihr Vermögen zur Perfektion kostet sie weidlich aus. Kaum ein Pinselstrich ist auf den hauchfein lasierten, zwischen Hyperrealismus und Film noir schillernden Ölbildern auszumachen.“